# إنجليزية فلبينية
الإنجليزية الفلبينية (بالإنجليزية Philippine English) هي إحدى تنوعات اللغة الإنجليزية المحلية في الفلبين، بما في ذلك التنوع المستخدم في وسائل الإعلام ومن قِبل الغالبية العظمى من الفلبينيين المتعلمين، وهي تنوعات ذات صلة بالإنجليزية الأمريكية.
تُدرَّس اللغة الإنجليزية في مدارس الفلبين باعتبارها إحدى اللغتين الرسميتين للبلاد، واللغة الأخرى هي الفلبينية (تاغالوغ). ونظرًا لطبيعة الفلبين متعددة اللغات ينتشر التناوب اللغوي في كل السياقات اللغوية سواءً غير الرسمية أو الرسمية.

## خلفية عامة
شهد التنوع المحلي للغة الإنجليزية في الفلبين تطورًا هائلًا، ويمكن القول إنها واحدة من أسرع التنوعات تطورًا في عالم ما بعد الاستعمار. ويمكن العودة بأصولها إلى التطوير الأمريكي للتعليم العام في البلاد، التي تم بموجبه التدريس باللغة الإنجليزية.
واليوم تُعد الإنجليزية الفلبينية، كما يُطلق عليها رسميًا، تنوعًا مستقلاً من اللغة الإنجليزية من حيث خصائصه المعجمية والصوتية والنحوية المميزة (مع وجود اختلافات داخلية كبيرة حسب المستوى الاجتماعي والاقتصادي ومستوى التعليم للمستخدمين). ونظرًا لأن اللغة الإنجليزية أصبحت جزءًا لا يتجزأ من المجتمع الفلبيني فقد كانت مسألة وقت فقط قبل أن يتم توطين اللغة لدرجة أنها أصبحت مختلفة عن التنوعات الإنجليزية الموجودة في الولايات المتحدة أو المملكة المتحدة أو في أي مكان آخر.
أما في سوق العمل فقد أتاح توفّر المتحدثين باللغة الإنجليزية وانخفاض تكاليف العمالة التنافسية للفلبين أن تصبح وجهة اختيار للشركات الأجنبية التي ترغب في إنشاء مراكز اتصالات وغيرها من خدمات التعهيد.

## الإنجليزية في الحياة العامة
باستثناءات نادرة للغاية تُكتب القوانين وقرارات المحاكم الفلبينية باللغة الإنجليزية دون غيرها. وتُستخدم اللغة الإنجليزية أيضًا في التعليم العالي والشؤون الدينية ووسائل الإعلام المطبوعة والمسموعة والأعمال. وبالنسبة للمجالات التقنية كالتمريض والطب والحوسبة وحساب التفاضل والتكامل فتُعَد اللغة الإنجليزية الوسيلة المفضلة للكتب المدرسية والتواصل المهني وما إلى ذلك. ولا يتم عادةً دبلجة الأفلام والبرامج التلفزيونية الإنجليزية إلى لغات أخرى في معظم قنوات الكابل.
ونظرًا لأن اللغة الإنجليزية جزء من المناهج الدراسية من التعليم الابتدائي إلى الثانوي فإن العديد من الفلبينيين يكتبون ويتحدثون الإنجليزية الفلبينية بطلاقة، ويمكن اعتبار معظم الفلبينيين المتعلمين ثنائيو اللغة.

## المفردات والقواعد
تتبع الإنجليزية الفلبينية تقليديًا تهجئة الإنجليزية الأمريكية وقواعدها النحوية (مع وجود القليل من التشابه أو عدم التشابه مع الإنجليزية البريطانية) إلا فيما يتعلق بعلامات الترقيم وكذلك تدوين التاريخ.
وبما أن الفلبين مستعمرة تاريخية للولايات المتحدة يشارك معجم الإنجليزية الفلبينية معظم مفرداته مع الإنجليزية الأمريكية، ولكنه يحتوي أيضًا على كلمات مستعارة من اللغات الأصلية ومن الإسبانية، بالإضافة إلى بعض الاستخدامات والمفردات المُستحدَثة والعامية الخاصة بالفلبين.

## السمات الصوتية
الإنجليزية الفلبينية هي لكنة رائيّة (rhotic أي تنطق الراء في جميع المواضع) ويرجع ذلك أساسًا إلى تأثير اللغات الفلبينية وهي اللغات الأم لمعظم المتحدثين بالإنجليزية. والتأثير الآخر هو الخاصية الرائية للإنجليزية الأمريكية والتي أصبحت المعيار الأساسي في الفلبين منذ أن أدخل الأمريكيون اللغة إلى التعليم العام. وذلك على عكس إنجليزيات الدول المجاورة كماليزيا وسنغافورة التي تنتمي تاريخيًّا إلى دول الكومنولث البريطاني.
وتتميز لكنة المتعملين أيضًا بخاصية الاستلال (flapping) والصوائت التي تشبه التحوّل الصوتي لصوائت كاليفورنيا وذلك بسبب تأثير أفلام هوليوود وثقافة مراكز الاتصالات ذات الارتباط الوثيق بالسوق الأمريكية.
بالنسبة للصوامت تنطبق التغييرات التالية على معظم المتحدثين غير الناطقين باللغة:
- قد يتنوع نطق الراء بين صامت لثوي تكراري [r] ومُسٌتل ‎[ɾ]‏ وتقاربيّ ‎[ɹ]‏، والأخير هي الأكثر شيوعًا.
- تتحول الصوامت الاحتكاكية: الفاء ‎/f/‏ والفاء المجهورة ‎/v/‏ إلى الصوامت الانفجارية الشفوية ‎[p]‏ و‎[b]‏ على التوالي.
- وقف الثاء والذال: يتحول الثاء والذال ‎/θ/‏ و‎/ð/‏ - وهما من الصوامت الاحتكاكية بين الأسنانية - إلى صوامت انفجارية (وقفيّة) لثوية هي التاء والدال (‎/t/‏ و‎/d/‏) على التوالي.
- امتزاج ياء اللين: تتحول المجموعات الصوتية ‎/dj/‏ و‎/tj/‏ و/sj/ إلى الصوامت المزجية ‎[dʒ]‏ و‎[tʃ]‏ والشين الاحتكاكية ‎[ʃ]‏ على التوالي. فتُنطَق كلمات مثل dew- tune- pharmaceutical كالتالي: /ˈdʒuː/ -/ˈtʃuːn/ - ‎[pärmɐˈʃuːtikäl]‏.
- يمكن أن يُنطق الصامت الاحتكاكي المجهور ‎[ʒ]‏ كصوت شين مُهموس ‎[ʃ]‏ في كلمات مثل measure أو جيم مُعطَّشة ‎[dʒ]‏ كما في كلمة beige.
- يتحول صوت الزاي ‎/z/‏ (الاحتكاكي اللثوي المجهور) إلى سين مهموسة ‎/s/‏، بما في ذلك موضع بين صائتين الذي تُلفظ فيه كـ ‎[z]‏ في معظم اللهجات الإنجليزية الأخرى.
- تُنطق اللام المُغلّظة (dark l) [ɫ] كلامٍ مُرقَّقة (clear l) كما نجد في كثير من اللكنات غير الأصلية.

وبالنسبة للصوائت (حروف العلة) فإنها تتوافق غالبًا مع الحرف الأبجدي الذي يمثل كل منها، بحيث تُنطق ⟨a, e, i, o, u⟩ بشكل عام كـ ‎[a, ɛ, i, o, u]‏ بالترتيب. وتتميز الإنجليزية الفلبينية أيضًا بغياب صائت الشوا القصير ‎/ə/‏، رغم وجوده في كثير من لغات الفلبين المحلية. وهناك كذلك بعض الاختلافات فيما يخص الصوائت /ɪ/ و‎/ɒ/‏ و/ʌ/ والتي قد تُنطق كـ [i] و[o] و[ʊ] على الترتيب.